# Atitude Publicações
Atitude Publicações foi uma editora brasileira de histórias em quadrinhos, responsável pela publicação do selo Vertigo da editora DC Comics no Brasil entre 1997 e 1999. Inicialmente chamada Metal Pesado , por conta da revista de mesmo nome inspirada na revista norte-americana Heavy Metal (essa por sua vez era uma versão da revista francesa Métal Hurlant) a editora mudou de nome três vezes em 1999, chamando-se Tudo em Quadrinhos, Edições Fractal e, finalmente, Atitude. Em 1998, ganhou o Troféu HQ Mix na categoria Editora do ano (o troféu foi dado em nome da editora Metal Pesado porque ainda era esse o nome então).